# Bộ An ninh Xã hội (Cộng hòa Dân chủ Nhân dân Triều Tiên)
Bộ An ninh Xã hội (trước có tên là Bộ An ninh Nhân dân) là một cơ quan thực thi pháp luật và quản lý lực lượng cảnh sát ở Cộng hòa Dân chủ Nhân dân Triều Tiên.
Không giống như hầu hết các bộ ở Triều Tiên, hoạt động dưới sự quản lý của Nội các, Bộ An ninh Xã hội chịu sự giám sát trực tiếp của Ủy ban Quốc vụ. Bộ trưởng hiện tại là Kim Jong-ho thay thế cho Choe Pu-il.
Theo Fyodor Tertitskiy, người phụ trách chuyên mục của NK News, các sĩ quan tiềm năng được lựa chọn theo đề nghị của một Ủy ban WPK địa phương, mặc dù một số được chọn vì tình trạng songbun của họ. Ông cũng cho rằng hối lộ thể hiện một khía cạnh tương tác thường xuyên giữa người Triều Tiên và cảnh sát.

## Lịch sử
Bộ  ban đầu được thành lập với tên gọi Cục An ninh Chính trị (Korean: 정치보안국) ngày 19 tháng 11 năm 1945. Cục trở thành trực thuộc Bộ Nội vụ vào tháng 9 năm 1948. Cục trở thành một bộ riêng biệt được gọi là Bộ An ninh Xã hội (Korean: 사회안전성) vào tháng 5 năm 1951. Tuy nhiên, bộ này sau đó được sáp nhập trở lại với Bộ Nội vụ vào tháng 10 năm 1952.
Bộ An ninh Xã hội được tái lập vào tháng 10 năm 1962 sau khi tách ra từ Bộ Nội vụ. Nó trở thành Cục An ninh Xã hội (Korean: 사회안전부) vào tháng 12 năm 1972. Cục là một phần của Hội đồng Bộ trưởng. Tháng 4 năm 1982, cục tách ra khỏi Hội đồng Bộ trưởng  nhưng sau đó được quay lại vào tháng 12 năm 1986.
Cục được đổi tên thành Bộ An ninh Xã hội vào tháng 9 năm 1998 và trở thành một phần của Nội các. Vào tháng 4 năm 2000, tên của Bộ được đổi thành Bộ An ninh Nhân dân (Korean: 인민보안성). Tháng 4 năm 2010, Bộ trở thành Cục An ninh Nhân dân (Korean: 인민보안부) và được chuyển giao cho Ủy ban Quốc phòng kiểm soát.
Năm 2016, Cục được đổi tên trở lại Bộ An ninh Nhân dân và trở thành trực thuộc Ủy ban Quốc vụ.
Bộ được đổi tên thành Bộ An ninh Xã hội vào tháng 5 năm 2020.

## Trách nhiệm
Ngoài cảnh sát, các dịch vụ của Bộ còn bao gồm vận hành hệ thống nhà tù ở Triều Tiên, một phần của Cục Cải huấn Bộ An ninh Xã hội, giám sát hệ thống phân phối công cộng và cung cấp cảnh vệ cho những người quan trọng.
Bộ An ninh Xã hội thu thập thông tin từ các đối tượng địa phương trong các đơn vị xã hội về các hành vi bất thường. Nếu cho rằng vụ án có tính chất chính trị thì giao cho Bộ An ninh Nhà nước điều tra.

## Cấu trúc

### Lực lượng An ninh Nội bộ Nhân dân Triều Tiên
Lực lượng An ninh Nội bộ Nhân dân Triều Tiên (tiếng Hàn Quốc: 조선인민내무군) trước đây gọi là Lực lượng Vệ binh Nhân dân (tiếng Hàn Quốc: 조선인민경비대) trực thuộc Bộ phụ trách an ninh cho các cơ sở chính của quốc gia như đường phân giới quân sự, biên giới và an ninh ven biển, cũng như các tòa nhà chính phủ, cơ sở hạt nhân Yongbyon, nhà máy điện và cơ sở phát thanh truyền hình. Trong những năm 1980, công tác của lực lượng vệ binh nhân dân được chuyển giao cho Cục An ninh quốc gia, và đồn biên phòng được chuyển giao cho Bộ Quốc phòng Triều Tiên vào tháng 10 năm 1996. Năm 2010 đổi tên như hiện nay.

## Trang bị
- BaekDuSan Pistol- 9x19mm,  bản sao súng ngắn CZ-75 được sản xuất trong nước của Triều Tiên
- Type 68 Pistol- 7.62x25mm, bản sao của Súng ngắn TT-33 của Triều Tiên.  Pistol.
- Type 70 Pistol- .32 ACP, khẩu súng lục bản địa của Triều Tiên được coi là bản sao của Makarov PM và Walther PPK. Được sử dụng bởi các sĩ quan K-9 trong một số trường hợp và cho lính tuần tra tiêu chuẩn và nữ tuần tra.
- Súng trường tấn công Type 58 - 7.62x39mm, phiên bản AK-47 do Triều Tiên sản xuất trong nước. Được sử dụng bởi các lính canh của Cục Cải huấn Bộ An ninh Xã hội.
- Type 88- 5.45x39mm, bản sao của súng trường tấn công AK-74 của Triều Tiên
- Súng máy hạng nhẹ Type 73- 7.62x54mmR, súng máy hạng nhẹ sản xuất trong nước của Triều Tiên hường có băng đạn nằm trên đầu súng tương tự như Súng Bren về ngoại hình với các khía cạnh của súng máy PK và ZB vz.26.
- RPG-7

## Bộ trưởng Nội vụ
- Pak Il-u  (박일우) (2.9.1948)
- Pang Hak Se (방학세) (1952-1960)
- Pak Mun-gyu (박문규) (23.10.1960-22.10-1962 and 23.10.1962)
- Pak Song-chol (박성철) (1.12.1967)

## Quân hàm
| Cấp bậc      | Cấp hiệu |
| ------------ | -------- |
| Đại tướng    |          |
| Thượng tướng |          |
| Trung tướng  |          |
| Thiếu tướng  |          |
| Đại tá       |          |
| Thượng tá    |          |
| Trung tá     |          |
| Thiếu tá     |          |
| Đại úy       |          |
| Thượng úy    |          |
| Trung úy     |          |
| Thiếu úy     |          |
| Trưởng sĩ    |          |
| Thượng sĩ    |          |
| Trung sĩ     |          |
| Hạ sĩ        |          |
| Binh trưởng  |          |
| Binh nhất    |          |
| Binh nhì     |          |
| Binh sĩ      |          |